# Jeroen Boelen
Jeroen Boelen ('s-Hertogenbosch, 27 januari 1978) is een Nederlands voormalig wielrenner.

## Overwinningen
2003
- Ronde van Midden-Brabant

2005
- 1e etappe Volta Ciclista Provincia Tarragona
- 2e etappe Ronde van Luik
- Eindklassement Ronde van Luik

2008
- 6e etappe Olympia's Tour
- 9e etappe Olympia's Tour
- Eindklassement Tour Nivernais Morvan

2009
- Ronde van Midden-Brabant
- Ronde van Midden-Nederland

2011
- Crocodile Trophy (mountainbike)

2014
- Hondsrug Classic (mountainbike)